# Sam Saint-Maur
Pour les articles homonymes, voir Saint-Maur.
 (janvier 2021).
La mise en forme du texte ne suit pas les recommandations de Wikipédia : il faut le « wikifier ».
Les points d'amélioration suivants sont les cas les plus fréquents. Le détail des points à revoir est peut-être précisé sur la page de discussion.
- Les titres sont pré-formatés par le logiciel. Ils ne sont ni en capitales, ni en gras.
- Le texte ne doit pas être écrit en capitales (les noms de famille non plus), ni en gras, ni en italique, ni en « petit »…
- Le gras n'est utilisé que pour surligner le titre de l'article dans l'introduction, une seule fois.
- L'italique est rarement utilisé : mots en langue étrangère, titres d'œuvres, noms de bateaux, etc.
- Les citations ne sont pas en italique mais en corps de texte normal. Elles sont entourées par des guillemets français : « et ».
- Les listes à puces sont à éviter, des paragraphes rédigés étant largement préférés. Les tableaux sont à réserver à la présentation de données structurées (résultats, etc.).
- Les appels de note de bas de page (petits chiffres en exposant, introduits par l'outil «  Source ») sont à placer entre la fin de phrase et le point final[comme ça].
- Les liens internes (vers d'autres articles de Wikipédia) sont à choisir avec parcimonie. Créez des liens vers des articles approfondissant le sujet. Les termes génériques sans rapport avec le sujet sont à éviter, ainsi que les répétitions de liens vers un même terme.
- Les liens externes sont à placer uniquement dans une section « Liens externes », à la fin de l'article. Ces liens sont à choisir avec parcimonie suivant les règles définies. Si un lien sert de source à l'article, son insertion dans le texte est à faire par les notes de bas de page.
- La présentation des références doit suivre les conventions bibliographiques. Il est recommandé d'utiliser les modèles {{Ouvrage}}, {{Chapitre}}, {{Article}}, {{Lien web}} et/ou {{Bibliographie}}. Le mode d'édition visuel peut mettre en forme automatiquement les références.
- Insérer une infobox (cadre d'informations à droite) n'est pas obligatoire pour parachever la mise en page.

Pour une aide détaillée, merci de consulter Aide:Wikification.
Si vous pensez que ces points ont été résolus, vous pouvez retirer ce bandeau et améliorer la mise en forme d'un autre article.
Sam Saint-Maur, né Samuel Barthélémy Guyot le 9 décembre 1906 à Bordeaux et mort le 7 décembre 1979 à Paris, dans le  19e arrondissement, est un peintre et sculpteur français. Il fonde en 1935 l'association artistique L'Art mural et est l'initiateur en 1936 de la future loi sur le 1 % votée sous le Ministère Malraux.
Autres noms sous lesquels il peut apparaître à tort : Sam Saint-Maur, Samuel Guillot ou encore Godefroy Saint-Maur.

## Biographie
Samuel Guyot naît le 9 décembre 1906 à Bordeaux. Son père est médecin de marine. Émilienne Pairault, l’épouse du jeune docteur, le persuade de prendre un cabinet dans le Berry, dont elle est originaire. Samuel grandit ainsi à Châteaumeillant (Cher). Il apprend l’escrime, la conduite automobile, découvre le dessin et dévore Voltaire. Il fait ses études secondaires au lycée de Châteauroux puis retourne à Bordeaux à l’École d’hydrographie où, « malgré s’être beaucoup ennuyé » [sic], il sort lieutenant au long cours.

### Impressionnisme en Berry
Ayant appris la lumière sur le motif, dans la campagne, comme d’autres la pêche ou la braconne, Sam Saint-Maur peint abondamment et se perfectionne grâce à l’observation et les conseils de son maître d’alors, le peintre Raoul Adam (1881-1948). Samuel expose peu dans son Berry d’adoption mais ses paysages présentés à Néris-les-Bains (Allier) lui apportent une petite notoriété.
En 1928, il est peintre à Casablanca durant sa période militaire. Il conduit une Bugatti qu’il démonte, remonte et entretient. Il construit du mobilier Art Déco au Maroc.
En 1929, il épouse Anne-Marie Elise Fernande Marcoux qui donnera naissance à leur retour à Paris à Laure (1931) puis Geneviève (1932).

### Atelier flottant
1930 voit Sam Saint-Maur s’installer sur une péniche qui fera les canaux français pour proposer des spectacles, du théâtre, de la poésie et des tableaux, de ville en ville. Avec un succès variable mais des soirées mémorables et des rencontres tout autant.
De retour à Paris, il s’installe sur sa péniche-atelier. Il est difficile de gagner sa vie avec la peinture uniquement aussi doit-il exercer toutes sortes de métiers. C’est le début de sa vie sur l’eau. Sur ce premier bateau, le « Boucanier », amarré quai des Tuileries, des discussions enflammées réunissent les jeunes artistes parisiens, français et étrangers. Les troubles historico-économiques agitent tous ces jeunes gens et la question de l’engagement est au premier plan. 

### Art et citoyenneté – la Muralité – L'Art mural et le 1%
En 1935 Saint-Maur fonde l’association artistique de l’Art Mural, avec quelques amis dont Réginald Schoedlin (1908-1988) comme vice-président. Le siège social est sis au 4, rue de Savoie (Paris).
Saint-Maur déplore qu’en Europe les œuvres soient cantonnées dans les musées ou les collections privées. Il veut que l’Art soit partie intégrante de la Cité pour que tous les citoyens en jouissent. Avec cette association de l’Art Mural il veut fédérer les corps de métiers dans une démarche très sociale. 
« Au-delà du coût, la question du métier est en jeu. C’est précisément par le métier qu’on sera compris et c’est sur le métier qu’on sera jugé par le peuple. » (Reginald Schoedlin) 
« Saint-Maur, en ardent défenseur de cette esthétique de groupe et de grandes surfaces, recherche avec l’Art mural, des moyens d’expression collective offrant du travail à tout un monde d’artistes et d’artisans plus ou moins au chômage. » (René Dauthy  in « Saint-Maur et l’Art mural, 1935-1949 : l’historique et le 1% ») 
Le 1er Salon s’ouvre en juin 1935, 64 bis rue de La Boétie.
« En 1935, Saint-Maur fonde l’Association artistique de l’Art mural pour fédérer les énergies des différents corps de métier, artistes-artisans et architectes pour le bénéfice de tous les citoyens. « L’un des premiers objectifs de l’Art Mural est de rassembler des artistes sensibles à la question de la muralité pour susciter, à terme, des équipes capables de répondre aux commandes d’œuvres monumentales. Pour encourager ces commandes, il faut, via l’œuvre collective supprimer les prétentions tarifaires liées au statut traditionnel de l’artiste, au prestige de la signature. » (Pascal Rousseau, préface à « Saint-Maur et l’Art Mural 1935/1949 - L’historique et le 1% » de René Dauthy)
« Ce salon de L’Art mural qui lui devait tout et auquel il avait consacré tant de dévouement au cours de ses présentations successives à Paris avait eu de considérables et bénéfiques répercussions. Non seulement il avait réveillé et stimulé la confiance parmi les nouvelles générations, mais aussi suscité l’intérêt des pouvoirs publics. L’éclatante démonstration réunissant ainés célèbres et jeunes inconnus avait en effet conduit l’Etat, à l’investigation même de Saint-Maur, à promulguer bientôt la loi du 1%, à réserver une place à l’art monumental lors de l’exposition universelle de 1937 et surtout à permettre à Huysmans de lancer son programme de commandes murales en faveur de la jeunesse dont les premières réalisations seront exposées en mars 1938 à l’École des Beaux-Arts. Les problèmes posés sont également l’objet de discussions au sein de l’A.E.A.R. (Association des artistes et écrivains révolutionnaires) qui regroupe de nombreux représentants des générations récentes. Moi-même, j’applaudis à ce bilan imposant dans les colonnes de Marianne. »  (Gaston Diehl en 1980)
Le 2e Salon se tient en avril 1936 à la Maison de la Culture, 12 rue de Navarin (Paris 9e).
L’Art mural participe activement à l’Exposition Universelle de 1937 à Paris.
Le 3e Salon a lieu en juin 1938 Place de l’Opéra, dans les locaux de L'Écho de Paris.
Enfin un 4e et dernier Salon sera organisé au Palais des Papes en Avignon en 1949.
« Lorsque nous organisions nos Salons de l’Art Mural avec les plus grands peintres et architectes, notre but était de travailler à l’habitation de l’homme pour l’homme. Il fallait un désir de communion avec l’individu et non point le désir de l’éblouir. Il fallait retrouver, ou plutôt trouver quelques constantes avec lesquelles nous pouvions ensemble créer l’Art Monumental Moderne d’aujourd’hui…Cette ambition murale ne pouvait exister qu’étayée par un système de commandes. J’imaginais alors avec mon ami René DAUTHY un projet de loi (le 1%). » (Saint-Maur, in « Carnet de bord et Art vénusien » - inédit) 
Dès 1934, Saint-Maur a l’idée de donner un cadre législatif à la muralité pour qu'elle soit reconnue et surtout pleinement intégrée à la construction, inscrite au cahier des charges des architectes. « À l’heure actuelle, les arts plastiques ne sont plus considérés que comme le privilège d’une minorité fortunée, il est presque impossible aux artistes de réaliser leurs œuvres sur des plans vastes et de leur donner une importance et une portée sociale…Tout immeuble neuf en construction devrait comporter obligatoirement des travaux à exécuter par des artistes professionnels pour un certain pourcentage du prix total de la construction. » (Saint-Maur) 
Saint-Maur demande à son ami René Dauthy, haut fonctionnaire et membre du bureau de l’Association de l’Art Mural, de rédiger un projet de loi autour du principe suivant : un pourcentage fixe du budget de construction d’un bâtiment devrait être alloué à la réalisation d’une œuvre d’art intégrée au projet. Saint-Maur va rencontrer Jean Zay, ministre du gouvernement de Léon Blum. L’idée est généreuse et l’accueil enthousiaste, malheureusement les tribulations de l’histoire feront que ce n’est que sous le ministère d’André Malraux que la loi sera votée. 
La portée sociale et éducative d’une telle mesure législative est évidente et dépasse le cadre strict de la construction. Il est à regretter que les œuvres choisies soient trop rarement en harmonie avec le bâtiment et que la sélection des artistes souffre d’un manque de concertation. Saint-Maur a réalisé des sculptures dans le cadre du 1% pour les lycées de Reims et Bar-le-Duc, un collège au Mans, le CET de Maubeuge, le CNRS et la Mairie de Meudon, enfin la cité scolaire d’Alès. 

### Laque au Tonkin
En 1938, Saint-Maur perd son épouse brutalement. En allant tous deux avec la barque, de nuit et sous la pluie récupérer un russe, autant costaud qu’ivre et tombé d’un pont dans les eaux sales de la Seine, Fernande se blesse et attrape une spirochétose, qui l’emportera très vite. Après les désillusions du Front populaire et la répression franquiste, c’est l’évènement terrible qui aura raison de Saint-Maur. Il ne peut plus rester à Paris ni même en Europe.
En 1939, il se rend aux Indes orientales et en Asie du Sud-Est. 
Il part pour Pondichéry. Il fait des conférences à l’Ashram et s’ouvre à la philosophie indienne lors de conversations avec Sri Aurobindo.
Étant dans un comptoir français, il se retrouve mobilisé et doit rejoindre l’Indochine. Son activité militaire est réduite car il est résolument pacifiste. Il va vivre à Saïgon mais surtout à Hanoï. Il a cessé de peindre car il est impossible de trouver toiles et tubes. L’artiste retrouve le calme par le classique exercice du dessin d’après modèle. Dans les faubourgs de la capitale du Nord, près d’un lac à Yen Phu, il ouvre la Laquerie Tonkinoise. Il vit au milieu des gens simples mais fréquente également les intellectuels. Ses clients d’alors sont principalement les fonctionnaires français en poste au Tonkin. Il rencontre Hô Chi Minh, va quelque temps en Chine à Kunming, échappe de justesse à un peloton d’exécution japonais et rentre malade en France en 1946. Dans ses malles, quelques laques et des poèmes graphiques en lithographie sur papier d’Annam (Études Grises, La Mort Vive, Opéra.) Une belle exposition au Musée Cernuschi à Paris en 1947 clôture cette période de sa vie, avec des acquisitions de l’État.

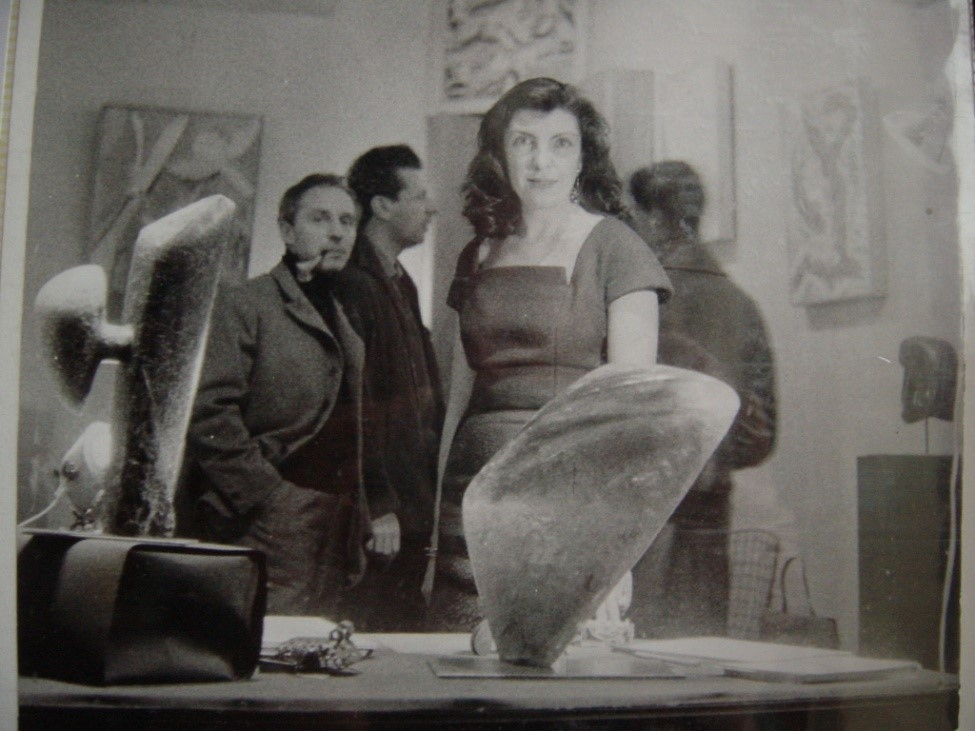
Saint-Maur et Iris Clert 1956 (sculptures polyesters et caséines au mur).

### Résines polyesters
À son retour d’Indochine, Saint-Maur s’intéresse aux nouveaux matériaux de l’industrie comme les polyesters. Il y voit un prolongement de ses travaux avec la laque mais avec beaucoup plus de possibilités et un gain de temps extraordinaire. Il se lance alors dans la grande aventure des plastiques. Il fabrique ses sculptures en plâtre, en fait alors un moule et enfin coule la résine à l’intérieur. N’étant pas chimiste de formation il tâtonne et met par ailleurs sa santé en péril. Toutefois, avec l’énergie et la passion qui l’animent, il réussit à sortir de belles pièces comme la fameuse « Femme assise » de 1948 considérée comme la première œuvre en polyester au monde. Ayant réussi à dompter la catalyse en jouant sur la quantité de durcisseur, il arrive à créer des craquelures que l’on nommera bien plus tard la résine fractale. Parallèlement il réalise des vitraux et des panneaux en résine translucide dans des bacs en colorant la résine dans la masse. Il incorpore des charges pour créer des effets de matière. Pionnier des polyesters, il expose en 1956 des sculptures en résine craquelée au Salon de la Chimie, à la Galerie Ex-Libris à Bruxelles et chez Iris Clert à Paris.     
En 1959, il dépose le brevet du Polybéton, matériau plastique composite qu’il utilise comme une argile synthétique pour modeler ou habiller ses structures. En 1961, il fait des conférences sur les matériaux modernes au Musée d’Art Moderne de Paris. Entre 1962 et 1963, il participe à la rénovation du Théâtre antique avec Jean Cocteau au Cap d’Ail. 
Jusqu’à sa mort en 1979, Saint-Maur utilise son Polybéton pour créer des sculptures. Il réalise des dessins préparatoires, façonne son gabarit avec du grillage et du fil de fer et enfin l’habille de sa pâte colorée. Son composite peut être utilisé pour habiller également le bois, le ciment, etc. pour la décoration. La matière peut être laissée naturelle ou cirée. Avant d’être prise, elle peut être chargée de poudre de métal pour être éventuellement patinée à l’acide, chargée d’ardoise, de sable … pour donner, au-delà des couleurs, du sens supplémentaire à ses créations.

### Mousse projetée
Depuis l’aventure de l’Art Mural, Saint-Maur s’est toujours intéressé à l’architecture. « … Pourquoi l’architecture ? Parce que j’étais peintre (expression à deux dimensions), qu’il était inéluctable que je devins sculpteur (expression à trois dimensions) et qu’alors ma sculpture s’emparant de l’échelle humaine se voulut habitable (expression à quatre dimensions)… » (Saint-Maur, in « Carnet de bord et Art vénusien » - inédit). N’étant pas maçon mais voulant réaliser de vastes sculptures habitables, il s’oriente vers les mousses de polyuréthane, dont il pense qu’elles peuvent révolutionner l’architecture. «…Ces matériaux nouveaux peuvent être adaptés à la sculpture monumentale et aussi à la sculpture habitable. C’est-à-dire des habitations très différentes de celles que nous connaissons aujourd’hui. Dans ce domaine, les polyuréthanes semblent être les mieux placés. Ils ont de nombreuses qualités. Ils sont légers, peu coûteux. Ils sont imperméables et sont des isolants thermiques et phoniques parfaits…on peut obtenir n’importe quelle forme. Un simple grillage ou un voilage suffisent pour réaliser la carcasse de la maison désirée. La mousse est projetée, la construction est instantanée…maintenant on est obligé de repenser entièrement l’architecture avec ces nouveaux matériaux…» .
En Avril 1969 il réalise une superstructure dans cet esprit sculpture-habitacle sur le pont de sa péniche Polybéton à Louveciennes. Ensuite au Centre Le Corbusier de Zurich, il coordonne la réalisation d’une autre sculpture habitacle. Suivront des conférences au Canada et à Birmingham en Alabama (USA). Il réfléchit et réalise des maquettes avec des architectes pour des habitations modulables dans le désert, la montagne, ou encore les pieds dans l’eau et même des îles artificielles.

### Mort
Sam Saint-Maur meurt en décembre 1979.

## Postérité
En 50 ans de travaux artistiques, Sam Saint-Maur a traversé tous les principaux courants quand il n’en était pas lui-même à l’origine. Sa création s’est nourrie d’Orient et de Méditerranée mais son œuvre et la réflexion qui la sous-tend ne sont pas tournées vers le passé. Connaisseur de l’histoire de l’art et des techniques de mise en œuvre des matériaux, son cœur battait au présent, dans l’aventure et l’engagement.
Président fondateur de l’Association de l’Art Mural et organisateur de ses grands Salons (1935, 1936, 1938 et 1949), promoteur de la loi pour le 1% artistique, pionnier des polyesters (Polybéton, craquelés), des polyuréthanes (mousses), il a touché avec bonheur au dessin, à la peinture, à la sculpture, à l’architecture et à l’écriture. 
Méditation – Sensation – Action : voici les trois atomes qui sont les relais indispensables à l’harmonie du vivant. À cette architecture moléculaire, Saint-Maur associe des formes et des couleurs spécifiques. Cette théorie de la couleur, cette trinité forme/couleur/symbole qu’il établit à son retour d’Extrême-Orient va nourrir toute son œuvre. Elle est notamment synthétisée dans son "Objet à penser". 
- La méditation, la réflexion, la raison, proposées comme une base, cernée d’angles droits. c’est le domaine de l’homme.

couleurs froides = gamme des bleus, des verts.
- La sensation, l’émotion, traduites tout en rondeur, souples, expansives. C’est le domaine de la femme.

couleurs de l’amour = gamme des rouges, rosés, violets.
- L’action, la création, terrain accidenté, brisures, surprises, trait de génie, rai de lumière.

couleurs de lumières = gamme des jaunes, des orangés.